# 上ヶ汐福治郎
上ヶ汐 福治郎（あげしお ふくじろう、1881年3月5日 - 1935年6月12日）は、現在の茨城県筑西市下館地区出身で若藤部屋、伊勢ノ海部屋、友綱部屋に所属した力士。本名は渡辺 福次郎（わたなべ ふくじろう）。8代若藤。身長171cm、体重は79kg。最高位は西前頭3枚目。得意技は右四つ、上手投げ、掬い投げ。

## 来歴
1899年5月場所序ノ口。その後応召されて、日露戦争に従軍。復帰後、1907年5月場所に十両昇進。1909年1月場所に入幕を果たす。二枚鑑札となっていたが、1913年5月場所限り引退。年寄・若藤として巡業の先乗りに手腕を発揮し、理事も務めたが、弟子の沖ツ海福雄の急死に気落ちし、部屋を復活させようとした矢先の1935年6月12日、胃癌で死去。54歳没。

## 主な成績
- 幕内成績：18勝37敗7休8分預  勝率.327
- 幕内在位：7場所

## 改名歴
- のちに四股名を上ヶ汐から若藤へと改名している。
- 上ヶ汐 福治郎（あげしお ふくじろう）1907年5月場所 - 1912年1月場所
- 若藤 福治郎（わかふじ ふくじろう）1912年5月場所 - 1913年5月場所

## 年寄変遷
- 若藤 福治郎（わかふじ ふくじろう）1907年5月 - 1935年6月12日